# Syngonanthus helminthorrhizus
Syngonanthus helminthorrhizus là một loài thực vật có hoa trong họ Eriocaulaceae. Loài này được (Mart. ex Körn.) Ruhland miêu tả khoa học đầu tiên năm 1903.